# Raja (Tanah Abang)
Raja is een bestuurslaag in het regentschap Muara Enim van de provincie Zuid-Sumatra, Indonesië. Raja telt 3567 inwoners (volkstelling 2010).